# Söndagskristen
Söndagskristen eller söndagskristendom är ett begrepp som betyder ”kristen bara på söndagar”, ”formellt kristen”, ”som ger sken av att vara kristen” eller ”skenhelig”. På svenska användes det tidigt av Zacharias Topelius i Blad ur min tänkebok 1895 och i Vinterqvällar 1867. På danska använder Søren Kierkegaard begreppet 1855 i nr 6 av sin pamflett Øieblikket.